# Фађето Ларио
Фађето Ларио (итал. Faggeto Lario) је насеље у Италији у округу Комо, региону Ломбардија.
Према процени из 2011. у насељу је живело 1173 становника. Насеље се налази на надморској висини од 532 м.

## Становништво
Према резултатима пописа становништва 2011. у општини је живело 1.235 становника.
| 1936. | 1951. | 1961. | 1971. | 1981. | 1991. | 2001. | 2011. |
| ----- | ----- | ----- | ----- | ----- | ----- | ----- | ----- |
| 1.183 | 1.156 | 1.106 | 992   | 1.000 | 1.033 | 1.173 | 1.235 |